# آلفا میکروسکوپ
آلفا میکروسکوپ یک ستاره است که در صورت فلکی میکروسکوپ قرار دارد.